# William Pottker
William de Oliveira Pottker (Florianópolis, 22 dicembre 1993) è un calciatore brasiliano, attaccante dell'Atl. Goianiense.

## Caratteristiche tecniche
Prima punta, può giocare anche da attaccante esterno destro.

## Carriera

### Club
Per un lustro il cartellino del giocatore è di proprietà della Figueirense che lo manda in prestito in diverse squadre: Pottker gioca anche in Armenia e Giappone, in seguito veste le divise di Red Bull Brasil e Linense, prima di passare nell'estate del 2015 al Braga: i portoghesi spendono 100000 € per il prestito oneroso, ma l'attaccante brasiliano si ritrova ad essere riserva nella seconda squadra. Da ottobre 2015 non va nemmeno più in panchina e nel febbraio 2016 torna, in prestito, alla Linense: nonostante i gol nel Paulistão (tra cui una doppietta decisiva nel 2-1 sul Palmeiras), la Figuereinse non gli dà fiducia e Pottker il 25 maggio 2016 passa al Ponte Preta. A fine stagione mette a segno 14 reti e vince il titolo di miglior marcatore del campionato brasiliano, assieme agli attaccanti Fred e Diego Souza.

## Palmarès

### Individuale
- Capocannoniere del Campeonato Brasileiro Série A: 1

2016 (14 gol, assieme a Fred e Diego Souza)